# 天主教根蓋教區
天主教根蓋教區（拉丁語：Dioecesis Kengensis）是剛果民主共和國一個羅馬天主教教區，屬金沙薩總教區。
教區的前身是一個宗座監牧區，成立於1957年7月5日，1963年7月6日升為教區。
教區包括該國西部班頓杜省西部。2006年有教友396,721人（佔轄區總人口49.6%）、廿七個堂區、六十六名司鐸。現任教區主教為加斯帕·穆迪索·蒙迪拉。